# Matthias Maucksch
Matthias Maucksch (* 11. Juni 1969 in Dresden) ist ein ehemaliger deutscher Fußballspieler und heutiger -trainer.

## Karriere als Spieler

### Verein
Matthias Maucksch begann als Siebenjähriger bei Dynamo Dresden mit dem Fußballspielen. Sein größter Erfolg im Jugendbereich war der Gewinn der DDR-Schülermeisterschaften 1984. Nachdem er 1987 sein Debüt in der DDR-Oberliga bestritten hatte, gewann Maucksch mit Dynamo 1989 und 1990 die DDR-Meisterschaft. Nach der Deutschen Wiedervereinigung spielte er für die Dresdener in der 1. Bundesliga. Seine insgesamt 118 Bundesliga-Einsätze für Dynamo sind bislang Vereinsrekord.
Nachdem den Dresdnern 1995 die Lizenz für die Bundesliga entzogen worden war, wechselte er zum VfL Wolfsburg in die 2. Bundesliga. Trotz des Aufstiegs verließ Maucksch 1997 den VfL und ging zum VfB Leipzig. Ein Jahr später gab er für den 1. FC Nürnberg sein Bundesliga-Comeback, konnte sich aber nicht mehr als Stammspieler durchsetzen. Es folgten Energie Cottbus und FV Dresden 06. Zum Abschluss seiner aktiven Karriere spielte er für den VfL Pirna-Copitz in der Landesliga Sachsen.

### Nationalmannschaft
Zu seinem einzigen Einsatz für die DDR-Nationalelf kam Maucksch am 24. Januar 1990 bei der 0:3-Niederlage gegen Frankreich. Zuvor hatte er in der Nachwuchsauswahl des DFV internationale Erfahrungen gesammelt, den Sprung in die K.O.-Phase der U-21-EM 1990 aber verpasst.

## Trainerlaufbahn
Nachdem Maucksch die Trainerlizenz erworben hatte, trainierte er zunächst den sächsischen Bezirksligisten Döbelner SC. Im Oktober 2007 kehrte er zu Dynamo Dresden zurück, wo er zunächst die Reservemannschaft coachte. Seine ersten Erfolge als Trainer hatte er in der Saison 2008/09 mit dem Gewinn der Sächsischen Meisterschaft und des Sachsenpokals. Nach der Entlassung von Ruud Kaiser wurde Maucksch im Oktober 2009 zum Trainer der Ersten Mannschaft befördert, die er bis zu seiner Beurlaubung am 12. April 2011 betreute. Seine Entlassung erfolgte nach einer Niederlagenserie von drei Spielen im Kampf um den Aufstieg in die 2. Bundesliga. Zur Saison 2015/16 wurde er Trainer beim fünftklassigen Oberligisten FSV Union Fürstenwalde, den er zum Aufstieg in die viertklassige Regionalliga Nordost führte. Aus familiären Gründen verlängerte er seinen Einjahresvertrag jedoch nicht. Im Januar 2017 übernahm Maucksch erneut den Trainerposten bei FSV Union Fürstenwalde.
Nachdem er in Fürstenwalde zweimal den Klassenerhalt geschafft hatte, wechselte Maucksch in der Sommerpause 2018 zum Drittligisten Sportfreunde Lotte. Sein Vertrag wurde nach einem gewonnenen Punkt aus vier Ligaspielen am 24. August 2018 aufgelöst. Im Januar 2019 übernahm er als Nachfolger von René Rydlewicz den Trainerposten beim DDR-Rekordmeister BFC Dynamo.
Auf Mauckschs Wunsch wurde der Vertrag nach Saisonende aufgelöst. Am 4. Juni 2019 wurde bekannt, dass er zur Saison 2019/20 erneut Trainer des FSV Union Fürstenwalde wird.

## Privates
Nach seiner Entlassung bei Dynamo Dresden arbeitete der Vater dreier Kinder als Sportlehrer an einer Mittelschule in Dresden-Laubegast und hospitierte bei vielen Fußballspielen.

## Erfolge

### Als Spieler
- DDR-Schülermeister: 1984
- DDR-Meister: 1989, 1990
- FDGB-Pokal-Sieger: 1990

### Als Trainer
- Sächsischer Meister: 2009
- Sachsenpokal-Sieger: 2009
- Meister Oberliga Nordost: 2016
- Brandenburgischer Landespokalsieger: 2020